# The Colony (film)
The Colony är en kanadensisk science fiction/skräckfilm från 2013 i regi av Jeff Renfroe. Den hade en begränsad premiärvisning i Kanada den 26 april 2013 och släpptes i USA den 20 september samma år.

## Handling
Vid år 2045 har människor byggt vädermaskiner för att kontrollera klimatuppvärmning på grund av klimatförändring och global uppvärmning. Maskinerna går sönder när det en dag börjar snöa, och snöfallet slutar inte. De rester som kvarstår av människligheten bor under jorden i bunkrar för att undanfly den extrema kylan. Bland utmaningarna de måste hantera finns sjukdomskontroll och tillräcklig matproduktion. Två soldater, Briggs (Laurence Fishburne) och Mason (Bill Paxton), utgör ledarskapet för en av dessa bunkrar, Koloni 7. Briggs, Sam (Kevin Zegers) och Graydon (Atticus Dean Mitchell) reser till den närliggande Koloni 5 efter att ha mottagit en nödsignal.
När de anländer vid Koloni 5 finner de den bloddränkt. De finner en låst dörr som de lyckas dyrka upp och där finna Leyland som visar dem ett meddelande från en grupp människor som hävdar att de reparerat en av vädermaskinerna och fått snön att smälta. Grupper erbjuder hjälp åt alla som tar med sig frön som de kan plantera i den nytinade jorden. Leyland visar dem var signalen kom från men berättar även att den expedition som Koloni 5 sände ut aldrig återvände. Dessutom hade spåren lämnade av expeditionen lett en grupp vandrande kannibaler till kolonin, och dödandet började. Briggs, Sam, och Graydon tvingar Leyland att följa med dem tillbaka till Koloni 7, men han knuffar ut dem och låser åter dörren till rummet han fanns i.
De tre från Koloni 7 börjar utforska Koloni 5 och finner ett rum med en brasa. Här finner de en person som hackar up kolonister och andra som mumsar på kvarlevor. När de försöker fly dödas Graydon av kannibalerna. Briggs och Sam lyckas ta sig ut ur kolonin och förstör ingången med dynamit. De söker skydd i en övergiven helikopter och upptäcker när de vaknar nästa morgon att kannibalerna spårat dem i snön. Briggs föreslår att de spränger en bro för att göra sig av med förföljarna. Stubinen slocknar på grund av det kalla vädret, och Briggs offrar sig genom att åter tända stubinen just när kannibalerna nåt mitten av bron så att Sam kan ta sig tillbaka till Koloni 7.
När Sam återvänder tar Mason över ledarskapet och planerar grymma förändringar. Sam förklarar att kannibalerna är på väg och delar även meddelandet från Koloni 5 om det tinade området. Mason ignorerar Sams kommentarer som chock från den dramatiska expeditionen och kedjar Sam till dennes säng. Sam lyckas göra sig fri och kollar bilder från en fungerande satellit för att lokalisera den tinade marken. Han konfronteras av Mason precis när kannibalerna når kolonin. Många av kolonisatörerna dödas och Mason lämnas kvar när många andra flyr. Efter att ha dödat kannibalernas ledare överlever Sam och några av kolonisatörerna, men kolonin förstörs. De tar med sig frön och påbörjar resan mot det tinade området.

## Rollista (i urval)
| Laurence Fishburne    | – Briggs               |
| Kevin Zegers          | – Sam                  |
| Bill Paxton           | – Mason                |
| Charlotte Sullivan    | – Kai                  |
| John Tench            | – Viktor               |
| Atticus Dean Mitchell | – Graydon              |
| Dru Viergever         | – Kannibalernas ledare |
| Romano Orzari         | – Reynolds             |
| Julian Richings       | – Leyland              |

## Produktion
Filmen gjordes i en före detta NORADanläggning och i Torontos R. L. Hearn Generating Station.

## Mottagande
Rotten Tomatoes gav filmen 16% baserat på recensioner från 31 recensenter och en medelpoäng på 3,9 av 10. Konsensus är att filmen är en "formelbaserad scifithriller med klicheartad dialog, usla specialeffekter och underutvecklade karaktärer." Kritiker ansåg att filmen bestod av gamla scifiideer. Peter Howell hos Toronto Star menade att det kunde "visa investerar hur väl kanadensare kan härma Hollywoodfilmer, relativt bra datorgenererade bilder och allt, med en bråkdel av budgeten." Jay Stone hos Postmedia tyckte att filmen hade "för många klicheer ... och halvutvecklade karaktärer för att vi ska bry oss." Liam Lacey hos Globe and Mail ansåg att handlingen var återanvänd, men scenerna var "genuint kyliga genom filmen.".

## Media
The Colony släpptes på DVD och Blu-ray Disc den 27 augusti 2013 i Kanada och den 15 oktober 2013 i USA.